# Toril y Masegoso
Toril y Masegoso é um município da Espanha na província de Teruel, comunidade autónoma de Aragão. Tem 34,2 km² de área e em 2021 tinha 36 habitantes (densidade: 1,1 hab./km²).

## Demografia
| Variação demográfica do município entre 1991 e 2004 | Variação demográfica do município entre 1991 e 2004 | Variação demográfica do município entre 1991 e 2004 | Variação demográfica do município entre 1991 e 2004 |
| --------------------------------------------------- | --------------------------------------------------- | --------------------------------------------------- | --------------------------------------------------- |
| 1991                                                | 1996                                                | 2001                                                | 2004                                                |
| 50                                                  | 37                                                  | 26                                                  | 31                                                  |